# Muhammad Rizvi
Sayyid Muhammad Rizvi (سید محمد رضوی; né en 1957) est un ouléma canadien-indo musulman, auteur et chef religieux. Il est l'imam en chef du Jaffari Community Centre à Toronto, où il supervise ses activités religieuses et éducatives,.

## Biographie

### Jeunesse
Rizvi est né en 1957 à Saran, Inde, dans une famille ayant une longue tradition de savoir islamique. Son père était Allamah Sayyid Sa'id Akhtar Rizvi, un érudit chiite duodécimain qui a promu l'islam en Afrique de l'Est,.
À l'âge de quinze ans, il se rend à Qom, Iran, pour poursuivre ses études islamiques avancées au Hawza-e 'Ilmiyya,, l'un des séminaires les plus prestigieux de la tradition musulmane chiite.

### Carrière et travail en Amérique du Nord
Depuis 1996, Rizvi est l'ouléma résident et imam en chef du Jaffari Community Centre à Toronto, où il fournit des conseils religieux, prononce des khutbah et supervise des initiatives éducatives communautaires. Rizvi est actuellement le secrétaire général du Conseil des érudits musulmans chiites d'Amérique du Nord.
Rizvi a plaidé pour la compréhension religieuse, a participé au dialogue interreligieux et a appelé à l'unité musulmane,,. En 1999, il a participé à une initiative multiconfessionnelle aux côtés du Rabbin Michael Stroh et du Mobad Nozer Kotwal pour soutenir le programme Out of the Cold de Toronto,.
En août 2013, Rizvi a dénoncé la violence sectaire dans le monde musulman lors d'un sermon. Plus tard dans le mois, il a rejoint des érudits sunnites et chiites à la Convention ISNA à Washington, D.C., pour approuver la Déclaration de Washington, un document affirmant la sacralité de la vie, condamnant le sectarisme et appelant les érudits à promouvoir la paix, la coexistence et les droits humains.
Rizvi a traité des théories du complot sur l'alunissage dans un sermon de 2019, arguant que le rejet du voyage spatial de Apollo 11 découle du même état d'esprit que le déni du voyage nocturne du Prophète Mahomet (Mi'raj).
Rizvi est l'auteur d'ouvrages traitant de divers aspects de la théologie islamique, la jurisprudence, l'éthique et l'histoire.